# SD 콤포스텔라
소시에다드 데포르티바 콤포스텔라(스페인어: Sociedad Deportiva Compostela)는 갈리시아주의 산티아고데콤포스텔라에 기반을 둔 스페인의 프로 축구단이다. 홈구장은 에스타디오 베로니카 보케테 데 산 라사로이며 현재 테르세라 페데라시온의 그룹 1에 소속되어 있다.

## 구단 역사
SD 콤포스텔라가 창설되기 이전 콤포스텔라 포트바 클루브(스페인어: Compostela Foot-ball Club)라는 팀이 1928년 창단되어 1946년까지 존재했다. 1962년 6월 26일 콤포스텔라 클루브를 계승한 소시에다드 레크레아티바 콤포스텔라(스페인어: Sociedad Recreativa Compostela)가 창단되었고 1962년 10월 28일 SR 콤포스텔라가 클루브 아레날(스페인어: Club Arenal)과 합병하면서 소시에다드 데포르티바 콤포스텔라로 구단 이름을 변경했다. 콤포스텔라는 1970년대에 테르세라 디비시온, 지역 리그 및 새롭게 창설된 세군다 디비시온 B에서 뛰었고 1977년 지역 리그를 넘어 세군다 디비시온 B에 진출했다. 콤포스텔라는 1977-78 시즌 이후 세군다 디비시온 B에서 강등되었지만 1980년에 다시 세군다 디비시온 B로 돌아왔으며 6년 동안 세군다 디비시온 B에 머물렀다.
1986년 테르세라 디비시온으로의 강등은 당시 클럽의 회장 프란시스코 스테페(스페인어: Francisco Steppe)의 행동을 둘러싼 경기장 외부의 논쟁으로 인해 구단에 충격을 주었다. 그는 폰테베드라 CF와 콤포스텔라의 경기를 앞두고 폰테베드라의 세군다 디비시온 B 잔류를 보장하는 대가로 돈을 받고 콤포스텔라가 경기에서 지도록 만들었다는 승부조작 혐의로 인해 구단 회장직에서 사임했다. 1980년대 후반에 구단의 이사회와 경영진에 상당한 구조 조정이 있었고 1990년에 콤포스텔라는 테르세라 디비시온에서 세군다 디비시온 B로 승격했다.
1990-91 시즌 세군다 디비시온 B에서 콤포스텔라는 세군다 디비시온 B를 넘어 상위 리그로 올라가는 성적을 받았다. 1991년 6월 23일, 에스타디오 무니시팔 산타 이사벨(스페인어: Estadio Municipal Santa Isabel)에 모인 8,000명의 관중들은 콤포스텔라가 CD 바다호스와의 최종 플레이오프 경기에서 후아니토(스페인어: Juanito)의 1골과 오초아(스페인어: Ochoa)의 2골로 바다호스에게 3대 1로 승리하며 클럽 역사상 처음으로 세군다 디비시온으로 승격하는 것을 목격했다.
팀의 상승세와 더불어 콤포스텔라는 에스타디오 물티우소스 데 산 라사로(스페인어: Estadio Multiusos de San Lázaro)로 홈구장을 이전했고 1993-94 시즌 세군다 디비시온이 끝나고 라요 바예카노와의 플레이오프 경기에서 3대 1 승리를 거두며 라리가로 승격했다. 콤포스텔라는 1995-96 시즌 라리가에서 도합 23골을 넣은 크리스토퍼 오헨과 벤트 아렌쇠의 도움으로 클럽 역사상 가장 높은 성적인 라리가 10위를 기록했다.
라리가에서 4시즌을 보낸 후 콤포스텔라는 1997-98 시즌 라리가에서 비야레알 CF와 강등 플레이오프 경기를 치르게 되었고 원정 다득점 원칙에 따라 세군다 디비시온으로 강등되었다. 콤포스텔라는 이후 2000-01 시즌 세군다 디비시온에서 리그 19등을 차지하며 세군다 디비시온 B로 강등되었다. 콤포스텔라는 2002년 세군다 디비시온으로 복귀했지만 2002-03 시즌 세군다 디비시온에서 선수와 코치진들이 몇 달 동안 무급으로 경기를 치르는 등 구단 재정 문제 아래서 경기를 치렀다. 콤포스텔라는 세군다 디비시온에서 9등을 차지했지만 2003년 7월 31일까지 밀린 임금을 모두 상환하지 못해 징계를 받아 세군다 디비시온 B로 강등되었다.

### 재정 문제 및 해체
2001-02 시즌 구단은 재정 문제를 겪고 있었지만 루이스 앙헬 두케 감독 아래 세군다 디비시온으로 승격했다. 2003-04 시즌에도 구단 재정 문제는 사라지지 않았고 이러한 문제는 임금을 몇 달 동안 지급받지 못한 선수들이 콤포스텔라와 UB 콩켄세의 경기에 출전하는 것을 거부해 콤포스텔라가 승점 3점을 잃었던 것을 초래했다. 시즌이 끝나고 콤포스텔라는 리그에서 19등을 차지해 4부 리그로 강등되는 성적을 받았을 뿐만 아니라 재정 기한을 맞추지 못해 5부 리그인 북부 갈리사아 레히오날 프레페렌테로 강등되었다. 콤포스텔라는 레히오날 프레페렌테에서 2시즌을 뛴 뒤 2005-06 시즌 이후 법원이 2006년 여름 구단을 해산하고 구단 명명권, 트로피들 등 구단이 가진 모든 자산들을 경매에 붙이는 판결을 내리면서 공식적으로 해체되었다. 2011년 1월 26일 구단과 관련된 모든 것들이 판매된 후 법원은 콤포스텔라가 그동안 지고 있던 빚이 법적으로 모두 청산되었다고 공표했다.

### 재조직

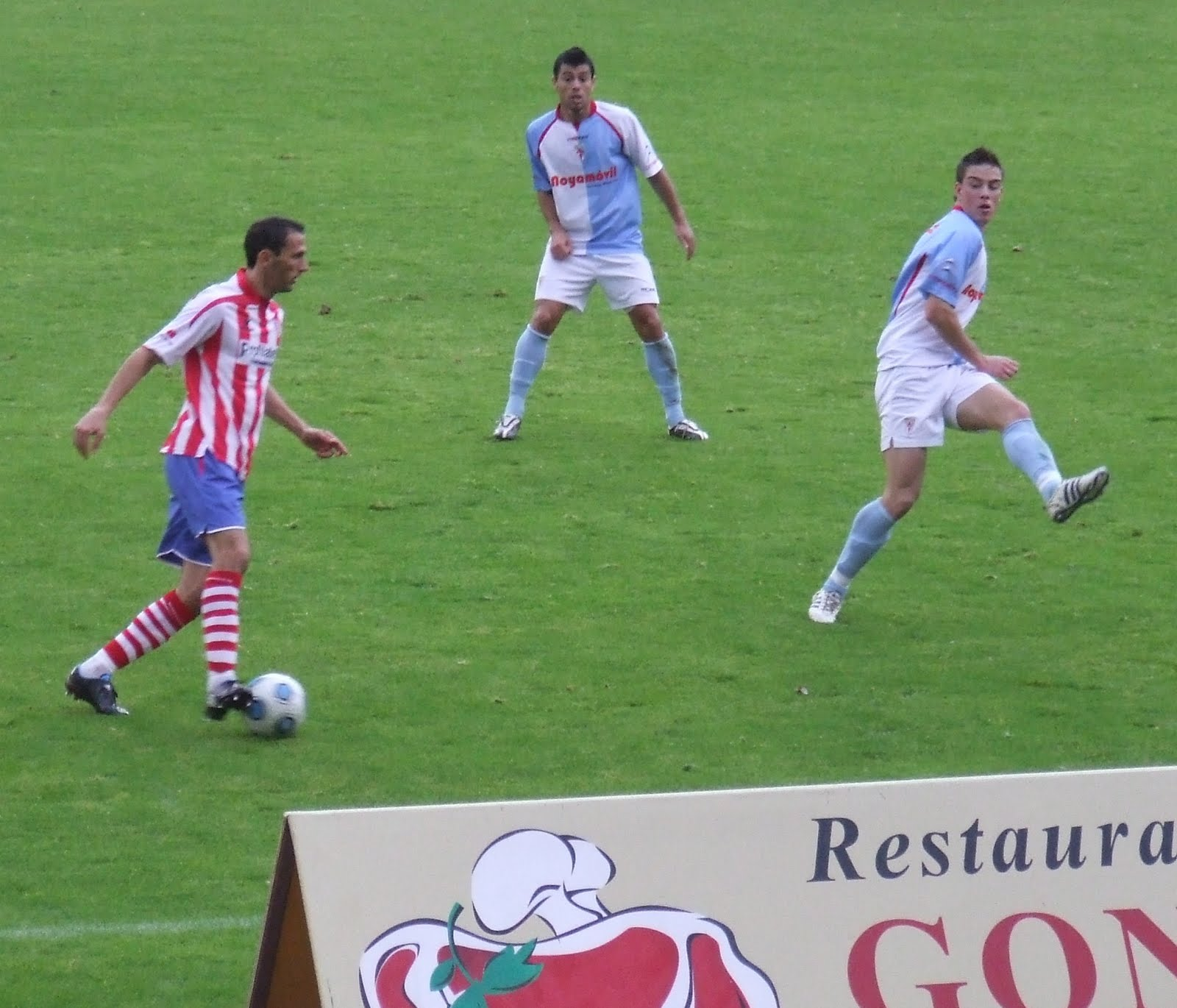
2009년 11월 22일 콤포스텔라와 CD 루고의 경기

2006년 SD 콤포스텔라가 해산되기 2년 전인 2004년 6월 1일, 호세 루이스 발보아(스페인어: José Luís Balboa)를 회장으로 하는 SD 캄푸스 스테야에(스페인어: SD Campus Stellae)가 창설되었다. 스테야에는 2005-06 시즌 갈리시아 테르세이라 아우토노미카(스페인어: Galicia Terceira Autonómica)의 그룹 11에 참가해 그룹 11에서 11위를 차지했고 2006-07 시즌 테르세이라 아우토노미카 그룹 12에 참가해 그룹 12에서 3등을 차지했다.
2006년, 없어진 SD 콤포스텔라의 회장이었던 호세 마리아 카네다(스페인어: José María Caneda)가 SD 콤포스텔라의 명명권을 구입한 후 SD 캄푸스 스테야에의 회장이 되었고 2007-08 시즌 시작 이전 구단의 이름을 SD 캄푸스 스테야에에서 SD 콤포스텔라로 변경했다. 2007-08 시즌 콤포스텔라는 갈리시아 프레페렌테에서 우승하며 테르세라 디비시온으로 승격했고 2008-09 시즌 테르세라 디비시온 그룹 1에서 1등을 차지한 후 승격 플레이오프 경기에서 CF 아틀레티코 몬손에 2차전 이후 총합 4대 2로 승리하며 세군다 디비시온 B로 승격했다. 그러나 콤포스텔라는 2009-10 시즌 세군다 디비시온 B에서 20등을 차지하며 강등되었고 재정 문제로 인한 징계로 5부 리그로 강등되었다. 호세 마리아 카네다는 강등 이후 구단을 떠났다.

## 시즌별 성적
- SD 콤포스텔라 SAD (1962–2007)

| 시즌    | 리그 순위(부) | 리그     | 등수 | 코파 델 레이 |
| ------- | ------------- | -------- | ---- | ------------ |
| 1962–63 | 4             | 세리에 A | 1등  |              |
| 1963–64 | 3             | 3ª       | 1등  |              |
| 1964–65 | 3             | 3ª       | 2등  |              |
| 1965–66 | 3             | 3ª       | 4등  |              |
| 1966–67 | 3             | 3ª       | 3등  |              |
| 1967–68 | 3             | 3ª       | 2등  |              |
| 1968–69 | 3             | 3ª       | 3등  |              |
| 1969–70 | 3             | 3ª       | 10등 | 2라운드      |
| 1970–71 | 4             | 세리에 A | 1등  |              |
| 1971–72 | 3             | 3ª       | 11등 | 1라운드      |
| 1972–73 | 3             | 3ª       | 18등 | 2라운드      |
| 1973–74 | 4             | 세리에 A | 2등  |              |
| 1974–75 | 4             | 세리에 A | 2등  |              |
| 1975–76 | 4             | 세리에 A | 1등  |              |
| 1976–77 | 3             | 3ª       | 9등  | 2라운드      |
| 1977–78 | 3             | 2ª B     | 18등 | 1라운드      |
| 1978–79 | 4             | 3ª       | 12등 | 1라운드      |
| 1979–80 | 4             | 3ª       | 1등  | 3라운드      |
| 1980–81 | 3             | 2ª B     | 7등  | 2라운드      |
| 1981–82 | 3             | 2ª B     | 15등 | 2라운드      |
| 1982–83 | 3             | 2ª B     | 11등 |              |
| 1983–84 | 3             | 2ª B     | 14등 | 1라운드      |

| 시즌      | 리그 순위(부) | 리그         | 등수 | 코파 델 레이 |
| --------- | ------------- | ------------ | ---- | ------------ |
| 1984–85   | 3             | 2ª B         | 15등 |              |
| 1985–86   | 3             | 2ª B         | 18등 |              |
| 1986–87   | 4             | 3ª           | 6등  |              |
| 1987–88   | 4             | 3ª           | 4등  | 1라운드      |
| 1988–89   | 4             | 3ª           | 3등  |              |
| 1989–90   | 4             | 3ª           | 1등  |              |
| 1990–91   | 3             | 2ª B         | 3등  | 3라운드      |
| 1991–92   | 2             | 2ª           | 8등  | 5라운드      |
| 1992–93   | 2             | 2ª           | 12등 | 5라운드      |
| 1993–94   | 2             | 2ª           | 3등  | 4라운드      |
| 1994–95   | 1             | 1ª           | 16등 | 4라운드      |
| 1995–96   | 1             | 1ª           | 10등 | 16강         |
| 1996–97   | 1             | 1ª           | 11등 | 16강         |
| 1997–98   | 1             | 1ª           | 17등 | 3라운드      |
| 1998–99   | 2             | 2ª           | 8등  | 2라운드      |
| 1999–2000 | 2             | 2ª           | 18등 | 8강          |
| 2000–01   | 2             | 2ª           | 19등 | 3라운드      |
| 2001–02   | 3             | 2ª B         | 3등  | 1라운드      |
| 2002–03   | 2             | 2ª           | 9등  | 1라운드      |
| 2003–04   | 3             | 2ª B         | 19등 | 2라운드      |
| 2004–05   | 5             | 레히오날.    | 16등 |              |
| 2005–06   | 5             | 레히오날.    | 14등 |              |
| 2006–07   | 5             | 아우토노미카 | 3등  |              |

- 라리가에 4시즌 동안 존속
- 세군다 디비시온에 7시즌 동안 존속
- 세군다 디비시온 B에 10시즌 동안 존속
- 테르세라 디비시온에 16시즌 동안 존속 (3부에 10시즌, 4부에 6시즌)

- SD 콤포스텔라(舊 SD 캄푸스 스테야에) (2005–)

| 시즌    | 리그 순위(부) | 리그            | 등수      | 코파 델 레이 |
| ------- | ------------- | --------------- | --------- | ------------ |
| 2005–06 | 8             | 3ª 아우토노미카 | 11등      |              |
| 2006–07 | 8             | 3ª 아우토노미카 | 3등       |              |
| 2007–08 | 5             | 아우토노미카    | 1등       |              |
| 2008–09 | 4             | 3ª              | 1등       |              |
| 2009–10 | 3             | 2ª B            | 20등      | 1라운드      |
| 2010–11 | 5             | 아우토노미카    | 8등       |              |
| 2011–12 | 5             | 아우토노미카    | 1등       |              |
| 2012–13 | 4             | 3ª              | 3등       |              |
| 2013–14 | 3             | 2ª B            | 13등      |              |
| 2014–15 | 3             | 2ª B            | 6등       |              |
| 2015–16 | 3             | 2ª B            | 19등      | 1라운드      |
| 2016–17 | 4             | 3ª              | 7등       |              |
| 2017–18 | 4             | 3ª              | 1등       |              |
| 2018–19 | 4             | 3ª              | 3등       | 2라운드      |
| 2019–20 | 4             | 3ª              | 1등       | 2라운드      |
| 2020–21 | 3             | 2ª B            | 6등 / 5등 | 1라운드      |
| 2021–22 | 4             | 2ª RFEF         | 8등       |              |
| 2022–23 | 4             | 2ª Fed.         | 4등       |              |
| 2023–24 | 4             | 2ª Fed.         |           |              |

- 세군다 디비시온 B에 5시즌 동안 존속
- 세군다 페데라시온에 3시즌 동안 존속
- 테르세라 디비시온에 6시즌 동안 존속

## 수상 내역
- 테르세라 디비시온: 2008–09, 2017–18, 2019–20

## 선수 명단

### 현역
참고: FIFA 자격 규정에 따라 소속된 국가대표팀 국기를 표시합니다. 선수는 복수의 FIFA 비회원국 국적을 가지고 있을 수 있습니다.
| 번호 | 포지션 | 국적 | 이름            |
| ---- | ------ | ---- | --------------- |
| 11   | FW     |      | 줄리아노 버티노 |

| 번호 | 포지션 | 국적 | 이름            |
| ---- | ------ | ---- | --------------- |
| 18   | MF     | 가나 | 란스포드 셀라시 |

## 역대 감독
| 감독                     | 임기        |
| ------------------------ | ----------- |
| 안토니오 마세다          | 1998        |
| 파비아누 소아리스 페소아 | 2006 ~ 2007 |
| 파비아누 소아리스 페소아 | 2009 ~ 2010 |

## 홈구장

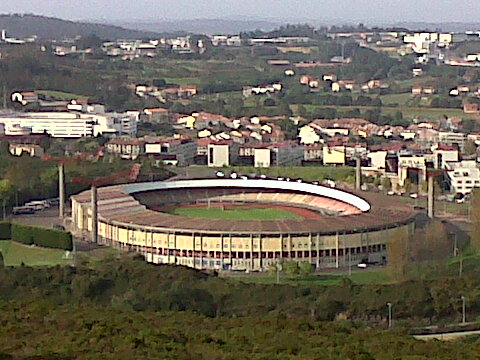
에스타디오 베로니카 보케테 데 산 라사로의 전경

콤포스텔라는 16,666명을 수용할 수 있는 에스타디오 베로니카 보케테 데 산 라사로에서 홈경기를 가지며 경기장 크기는 105 x 68미터이다.
콤포스텔라는 창설된 후 첫 시즌을 에스타디오 다 레시덴시아 다 우니베르시다데 데 산티아고 데 콤포스텔라(스페인어: Estadio da Residencia da Universidade de Santiago de Compostela) 경기장에서 치렀고 그들의 첫 번째 홈구장인 에스타디오 무니시팔 데 산타 이사벨(스페인어: Estadio Municipal de Santa Isabel)이 완공된 후 1963년 9월 22일 새로운 경기장에서 첫 번째 경기를 가졌다. 에스타디오 산타 이사벨 경기장은 지붕을 갖춘 좌석이 없는 기초적인 시설만 갖춘 경기장이었고 1969년 구단은 100만 스페인 페세타를 투입해 연단과 투광등을 설치했다. 콤포스텔라는 1993 시즌이 끝날 때까지 에스타디오 산타 이사벨을 사용했고 콤포스텔라의 리저브 팀 콤포스텔라 B가 2003년 초까지 에스타디오 산타 이사벨을 사용했다. 에스타디오 산타 이사벨 경기장은 철거되었고 동일한 이름을 가진 시립 스포츠 센터가 경기장이 있던 장소에 건립되었다.
1991년 에스타디오 베로니카 보케테 데 산 라사로 경기장 공사가 시작되었다. 산 라사로의 동쪽 교외에 위치한 이 경기장은 콤포스텔라와 SD 시우다드 데 산티아고의 홈경기를 위해 쓰인 다목적 경기장으로 타원형 모양에 경기장의 서쪽 구역 적갈색 지붕 아래 2층에는 기자실과 감독실이 있으며 스페인의 축구 경기장에서는 보기 드문 400미터의 육상 트랙이 축구 필드를 둘러싸여 있다.
에스타디오 산 라사로에서의 첫 경기는 1993년 6월 24일 데포르티보 라코루냐, CD 테네리페, CA 리버 플레이트, 상파울루 FC 4팀이 참가한 토너먼트 경기들 중 데포르티보 라코루냐와 리버 플레이트의 경기였다. 데포르티보의 베베투가 에스타디오 산 라사로에서의 역사상 첫 번째 득점자가 되었다.

## 같이 보기
- 라리가 1995-96